# اس‌آرام مدل ۱۲۱۶
اس‌آرام مدل ۱۲۱۶ یک سلاح نیمه‌اتوماتیک محصول کمپانی اسلحه سازی آمریکایی اس ار ام می‌باشد. علت نام گذاری ۱۲۱۶ قابلیت استفاده از ۱۶ فشنگ در خشاب با طراحی جدید و استفاده از کالیبر ۱۲ گلوله‌های ساچمه‌زنی است. این سلاح دارای مکانیزم چرخشی - قفلی به صورت نیمه اتوماتیک و مسلح شونده با فشار مستقیم است. نکته منحصر به فرد در طراحی این سلاح استفاده از ۴ خشاب دوار است. هر خشاب محفظه کافی برای ذخیره‌سازی ۴ گلوله را داراست. بعد از شلیک ۴ گلوله اپراتور با چرخش محفظه گلوله‌ها خشاب جدید را آماده شلیک می‌کند. طول کلی سلاح ۳۵٫۵ اینچ می‌باشد.

## مزایای خشاب چرخشی
مزایای استفاده از حشاب چرخشی را می‌توان قابلیت استفاده از حجم زیاد گلوله و همچنین توانایی استفاده از ۴ مدل مختلف گلوله برای اپراتور را دانست. اپراتور می‌تواند در هر لوله خشاب مهمات مشخصی قرار داده و در مواقع لزوم با چرخاندن خشاب دسترسی سریع به مهمات را فراهم کند. این سلاح هم برای افراد چپ دست و هم راست دست طراحی شده است